# Konkordije iz Spoleta
Konkordije iz Spoleta bio je ranokršćanski mučenik i svetac iz 2. stoljeća.

## Životopis
Bio je zaređen za svećenika. Za vrijeme progona kršćana bio je uhićen, pretučen i bačen u tamnicu. Na kraju su mu odsjekli glavu. Preminuo je oko 175. godine.

## Štovanje
Spomendan mu se slavi 1. siječnja.

### Knjige
- Koledar svih svetaca i svetica božjih ili životi svetaca za sve dneve godišta i sve godišnje svetkovine pomične i nepomične i potpuni privod rimskoga martirologija. Narodna tiskara. Split. 1838
- Blazović, Augustin. 1966. Sveci u crikevnom ljetu. I. dio. Beč